# ヤマハ発動機サッカー部
ヤマハ発動機サッカー部（ヤマハはつどうきサッカーぶ、英語: the Yamaha Motor soccer club）は、かつて存在した日本のサッカークラブ。ヤマハ発動機のサッカー部として1972年に創部。呼称はヤマハ。日本プロサッカーリーグに加盟するジュビロ磐田の前身となったクラブであり、ジュビロと同じく静岡県磐田市を中心に活動していた。

## 概要
前身のヤマハ発動機磐田工場サッカー同好会が発足したのは1970年。一般的にはサッカー部となった1972年が創立年とされている。
1974年に当時日本リーグ1部の三菱重工でプレーしていた元日本代表の杉山隆一を監督兼選手として迎え本格的な強化が始まる。荒田忠典（株式会社ヤマハフットボールクラブ元社長）を中心に環境整備や静岡県内の有望な高卒選手の補強を進めた。杉山に率いられた同サッカー部は着実に力を付け、1978年には自前のヤマハ発動機東山総合グラウンド（現：ヤマハスタジアム）が開設。1979年に日本サッカーリーグ（JSL）1部へ初昇格した。
1982年にオランダ人のハンス・オフトをコーチに迎え第62回天皇杯全日本サッカー選手権大会で優勝。1987年にはブラジルのキンゼ・デ・ジャウーからアンドレとアディウソンが加入。森下申一、石神良訓ら日本代表選手を擁した堅守とブラジル人コンビの攻撃で同シーズンにJSL初優勝を成し遂げた。
その後はタイトル獲得は成らなかったものの、読売クラブや日産自動車に継ぐ3番手のクラブとして1980年代中盤から1990年代初頭のJSLを盛り上げる存在であった。
また隣接する浜松市を本拠地とした本田技研とはライバル関係にあり、その一戦は「天竜川ダービー」、「天竜川決戦」と呼ばれリーグ屈指の好カードとなった。
1990年のプロリーグ参加へのヒアリング調査の際には名乗りを挙げ、最終選考まで残ったが、スタジアムの問題だけは解決できず、浜北市に新スタジアムを建設する案や遠州灘海浜公園球技場を改修する案は自治体の合意を得られず断念。また、磐田市から遠く離れた静岡市の草薙球技場を使用する案も認められず、また清水フットボールクラブ（エスパルス）との統合案も検討されたが、結局は初年度のJリーグ参加は見送られることになった。スタジアムはヤマハ磐田サッカー場を改築してJリーグ規格にすることで対応することになった。
1992年にジャパンフットボールリーグへ参加し優勝。同年に運営会社の株式会社ヤマハフットボールクラブが設立。1993年にはJFL2位となり昇格決定。名称も「ジュビロ磐田」と改称して、1994年にJリーグに参加することとなった。

## 略歴
- 1970年　前身のヤマハ発動機磐田工場サッカー同好会発足
- 1972年　ヤマハ発動機サッカー部創部
- 1976年　静岡県社会人サッカーリーグ1部優勝
- 1977年　東海社会人サッカーリーグ昇格
- 1979年　日本サッカーリーグ（JSL）2部昇格
- 1980年　JSL1部昇格
- 1981年　JSL2部降格
- 1983年　JSL1部昇格

## 成績
| 年度    | 所属      | 順位 | 勝点 | 勝              | 分          | 敗             | 得点 | 失点 | 監督         |
| ------- | --------- | ---- | ---- | --------------- | ----------- | -------------- | ---- | ---- | ------------ |
| 1974    | 静岡県2部 | 優勝 | 17   | 8               | 1           | 0              | 38   | 3    | 杉山隆一     |
| 1975    | 静岡県1部 | 優勝 | 29   | 14              | 1           | 0              | 61   | 3    | 杉山隆一     |
| 1976    | 静岡県1部 | 優勝 | 30   | 14              | 2           | 0              | ?    | ?    | 杉山隆一     |
| 1977    | 東海      | 優勝 | 23   | 11              | 1           | 1              | 43   | 6    | 杉山隆一     |
| 1978    | 東海      | 優勝 | 26   | 13              | 0           | 0              | 60   | 4    | 杉山隆一     |
| 1979    | JSL2部    | 2位  | 47   | 10              | 2PK勝 3PK敗 | 3              | 33   | 19   | 杉山隆一     |
| 1980    | JSL1部    | 9位  | 13   | 5               | 3           | 10             | 28   | 39   | 杉山隆一     |
| 1981    | JSL1部    | 10位 | 10   | 2               | 6           | 10             | 11   | 28   | 杉山隆一     |
| 1982    | JSL2部    | 優勝 | 29   | 12              | 5           | 1              | 35   | 11   | 杉山隆一     |
| 1983    | JSL1部    | 4位  | 19   | 7               | 5           | 6              | 25   | 20   | 杉山隆一     |
| 1984    | JSL1部    | 3位  | 24   | 10              | 4           | 4              | 28   | 16   | 杉山隆一     |
| 1985    | JSL1部    | 6位  | 23   | 9               | 5           | 8              | 20   | 21   | 杉山隆一     |
| 1986-87 | JSL1部    | 10位 | 17   | 3               | 11          | 8              | 11   | 22   | 杉山隆一     |
| 1987-88 | JSL1部    | 優勝 | 34   | 12              | 10          | 0              | 27   | 10   | 小長谷喜久男 |
| 1988-89 | JSL1部    | 3位  | 39   | 12              | 3           | 7              | 31   | 21   | 小長谷喜久男 |
| 1989-90 | JSL1部    | 5位  | 34   | 9               | 7           | 6              | 23   | 19   | 小長谷喜久男 |
| 1990-91 | JSL1部    | 8位  | 25   | 6               | 7           | 9              | 21   | 22   | 小長谷喜久男 |
| 1991-92 | JSL1部    | 3位  | 36   | 11              | 3           | 8              | 30   | 31   | 長澤和明     |
| 1992    | JFL1部    | 優勝 | 44   | 13              | 5           | 0              | 37   | 6    | 長澤和明     |
| 1993    | JFL1部    | 2位  | -    | 14（2延長 3PK） | -           | 4（0延長 0PK） | 31   | 15   | 長澤和明     |

## タイトル

### リーグ戦
- 日本サッカーリーグ1部
  - 優勝（1回）：1987-88年
- 日本サッカーリーグ2部
  - 優勝（1回）：1982年
- ジャパンフットボールリーグ1部
  - 優勝（1回）：1992年
- 東海社会人サッカーリーグ
  - 優勝（2回）：第12回（1977年）、第13回（1978年）
- 静岡県社会人サッカーリーグ1部
  - 優勝（2回）：1975年、1976年
- 静岡県社会人サッカーリーグ2部
  - 優勝（1回）：1974年

### カップ戦他
- 天皇杯全日本サッカー選手権大会
  - 優勝（1回）：第62回（1982年）
- 全国地域サッカーリーグ決勝大会
  - 優勝（2回）：第1回（1977年）、第2回（1978年）

## 歴代監督
- 荒田忠典 1972-1973
- 杉山隆一 1974-1987
- 小長谷喜久男 1987-1991
- 長澤和明 1991-1993

## ヤマハ発動機サッカー部に所属していた主な選手
- 山本昌邦
- 柳下正明
- 長澤和明
- 沖野隆幸
- 上永吉英文
- 石神良訓
- 中山雅史
- 大榎克己
- 内山勝

- 内山篤
- アンドレ
- アディウソン
- サントス
- 吉田光範
- 森下申一
- 鈴木政一
- 望月一仁
- 石井知幸